# Vuelta a España 1999
Vuelta a España 1999 var den 54. udgave af cykelløbet Vuelta a España. Løbet startede den 4. september i Murcia og sluttede 26. september 1999 i Madrid. Den tyske cykelrytter Jan Ullrich fra Team Telecom blev løbets samlede vinder i tiden 89 timer, 52 minutter og 3 sekund.

## Resultater
| Nr. | Rytter                         | Hold                                | Tid      |
| --- | ------------------------------ | ----------------------------------- | -------- |
| 1   | Jan Ullrich                    | Team Telekom                        | 89.52.03 |
| 2   | Igor González de Galdeano      | Vitalicio Seguros                   | 4.15     |
| 3   | Roberto Heras                  | Kelme-Costa Blanca                  | 5.57     |
| 4   | Pavel Tonkov                   | Mapei-Quick Step                    | 7.53     |
| 5   | José Maria Jiménez             | Banesto                             | 9.24     |
| 6   | José Luis Rubiera              | Kelme-Costa Blanca                  | 10.13    |
| 7   | Manuel Beltrán                 | Banesto                             | 11.20    |
| 8   | Leonardo Piepoli               | Banesto                             | 13.13    |
| 9   | Ivan Parra                     | Vitalicio Seguros                   | 16.20    |
| 10  | Santiago Blanco                | Vitalicio Seguros                   | 18.15    |
| 11  | Mikel Zarrabeitia Uranga       | ONCE-Deutsche Bank                  | 22.06    |
| 12  | Frank Vandenbroucke            | Cofidis                             | 23.39    |
| 13  | José Uria Gonzalez             | Kelme-Costa Blanca                  | 27.28.00 |
| 14  | Inigo Chaurreau Bernadez       | Euskaltel-Euskadi                   | 29.42.00 |
| 15  | Aitor Osa                      | Banesto                             | 31.06.00 |
| 16  | Txema Del Olmo Zendegi         | Euskaltel-Euskadi                   | 31.49.00 |
| 17  | Felix Garcia Casas             | Festina-Lotus                       | 36.34.00 |
| 18  | Roberto Laiseka                | Euskaltel-Euskadi                   | 40.14.00 |
| 19  | Chann McRae                    | Mapei-Quick Step                    | 44.29.00 |
| 20  | Niki Aebersold                 | Rabobank                            | 59.04.00 |
| 21  | Michel Lafis                   | TVM-Farm Frites                     | 59.43.00 |
| 22  | Massimo Codol                  | Lampre-Daikin                       | 1.02.49  |
| 23  | Daniele Nardello               | Mapei-Quick Step                    | 1.02.58  |
| 24  | Andrei Zintchenko              | Vitalicio Seguros                   | 1.04.08  |
| 25  | Gianni Faresin                 | Mapei-Quick Step                    | 1.06.26  |
| 26  | Melchor Mauri                  | Sport Lisboa Benfica                | 1.06.33  |
| 27  | Jon Odriozola Mugarza          | Banesto                             | 1.11.15  |
| 28  | Juan C. Vicario Barbera        | Fuenlabrada                         | 1.11.25  |
| 29  | Andrea Tafi                    | Mapei-Quick Step                    | 1.14.08  |
| 30  | Marcus Zberg                   | Rabobank                            | 1.14.14  |
| 31  | Kurt van de Wouwer             | Lotto-Mobistar                      | 1.14.20  |
| 32  | Paolo Bettini                  | Mapei-Quick Step                    | 1.15.09  |
| 33  | Grischa Niermann               | Rabobank                            | 1.15.10  |
| 34  | Marcos A. Serrano Rodríguez    | ONCE-Deutsche Bank                  | 1.20.53  |
| 35  | Jörg Jaksche                   | Team Telekom                        | 1.23.29  |
| 36  | Nicola Miceli                  | Skabelon:Cykelholddata BRE          | 1.25.36  |
| 37  | Alex Zülle                     | Banesto                             | 1.30.18  |
| 38  | Rolf Aldag                     | Team Telekom                        | 1.31.03  |
| 39  | David Garcia Marquina          | Vitalicio Seguros                   | 1.31.32  |
| 40  | Oscar Lopez Uriarte            | Sport Lisboa Benfica                | 1.33.16  |
| 41  | Andrea Noè                     | Mapei-Quick Step                    | 1.34.26  |
| 42  | Joona Laukka                   | Sport Lisboa Benfica                | 1.37.38  |
| 43  | Laurent Brochard               | Lotus-Festina                       | 1.38.39  |
| 44  | Pedro Diaz Lobato              | Fuenlabrada                         | 1.44.53  |
| 45  | Íñigo Cuesta                   | ONCE-Deutsche Bank                  | 1.46.24  |
| 46  | Alexandre Shefer               | Riso Scotti-Vinavil                 | 1.46.41  |
| 47  | Toni Tauler                    | Kelme-Costa Blanca                  | 1.47.32  |
| 48  | Oscar Camenzind                | Lampre-Daikin                       | 1.48.39  |
| 49  | Massimiliano Lelli             | Cofidis                             | 1.50.55  |
| 50  | Andrei Teteriouk               | Skabelon:Cykelholddata BRE          | 1.51.40  |
| 51  | Stefano Cattai                 | Team Polti                          | 1.57.24  |
| 52  | Ramon Gonzalez Arrieta         | Euskaltel-Euskadi                   | 1.58.12  |
| 53  | José Vincente Garcia           | Banesto                             | 2.00.15  |
| 54  | Cristian Moreni                | Skabelon:Cykelholddata BRE          | 2.01.29  |
| 55  | Viatcheslav Ekimov             | Costa Almería-Amica Chips           | 2.02.26  |
| 56  | Álvaro González de Galdeano    | Vitalicio Seguros                   | 2.06.02  |
| 57  | Rafael Diaz Justo              | ONCE-Deutsche Bank                  | 2.08.22  |
| 58  | Mariano Piccoli                | Lampre-Daikin                       | 2.08.57  |
| 59  | Angel Castresana Del Val       | Euskaltel-Euskadi                   | 2.12.15  |
| 60  | Eddy Mazzoleni                 | Saeco Macchine per Caffé-Cannondale | 2.14.27  |
| 61  | Miguel Ángel Martín Perdiguero | ONCE-Deutsche Bank                  | 2.24.52  |
| 62  | Andreas Klöden                 | Team Telekom                        | 2.29.06  |
| 63  | Jan Boven                      | Rabobank                            | 2.31.31  |
| 64  | Serguei Smetanine              | Vitalicio Seguros                   | 2.36.30  |
| 65  | José Uriarte Zubero            | Festina-Lotus                       | 2.36.46  |
| 66  | Cesar Solaun Solana            | Banesto                             | 2.37.14  |
| 67  | Luis Pérez (cyclist)           | ONCE-Deutsche Bank                  | 2.37.22  |
| 68  | Salvatore Commesso             | Saeco Macchine per Caffé-Cannondale | 2.38.36  |
| 69  | Bram de Groot                  | Rabobank                            | 2.39.10  |
| 70  | Quintino Fernandez Rodrigues   | Sport Lisboa Benfica                | 2.41.39  |
| 71  | Alberto Lopez de Munain        | Euskaltel-Euskadi                   | 2.49.12  |
| 72  | Robert Hunter                  | Lampre-Daikin                       | 2.50.05  |
| 73  | Oscar Pozzi                    | Riso Scotti-Vinavil                 | 2.51.02  |
| 74  | Andreas Klier                  | TVM-Farm Frites                     | 2.52.38  |
| 75  | Iker Flores Galarza            | Euskaltel-Euskadi                   | 2.53.23  |
| 76  | Paul Van Hyfte                 | Lotto-Mobistar                      | 2.53.55  |
| 77  | Jaime Hernandez Bertran        | Festina-Lotus                       | 2.55.50  |
| 78  | Fabio Roscioli                 | Costa Almeria-Amica Chips           | 2.56.21  |
| 79  | Eleuterio Anguita Hinojosa     | Fuenlabrada                         | 2.57.00  |
| 80  | Pascal Hervé                   | Festina-Lotus                       | 2.59.45  |
| 81  | Francisco Cabello Luque        | Kelme-Costa Blanca                  | 3.02.06  |
| 82  | Aart Vierhouten                | Rabobank                            | 3.02.30  |
| 83  | Geert van Bondt                | TVM-Farm Frites                     | 3.03.33  |
| 84  | Stefano Verziagi               | Fuenlabrada                         | 3.04.48  |
| 85  | Giovanni Lombardi              | Team Telekom                        | 3.05.26  |
| 86  | Rossano Brasi                  | Team Polti                          | 3.08.49  |
| 87  | Ralf Grabsch                   | Team Telekom                        | 3.09.35  |
| 88  | Frankie Andreu                 | US Postal                           | 3.12.04  |
| 89  | Arnoldas Saprykinas            | Riso Scotti-Vinavil                 | 3.12.14  |
| 90  | Danilo Hondo                   | Team Telekom                        | 3.12.33  |
| 91  | Glenn Magnusson                | US Postal                           | 3.13.59  |
| 92  | Matias Cagigas Amedo           | Fuenlabrada                         | 3.16.28  |
| 93  | Giuseppe Palumbo               | Riso Scotti-Vinavil                 | 3.18.21  |
| 94  | Servais Knaven                 | TVM-Farm Frites                     | 3.20.34  |
| 95  | Ángel Edo                      | Kelme-Costa Blanca                  | 3.21.16  |
| 96  | Andrés Bermejo Siller          | Fuenlabrada                         | 3.21.18  |
| 97  | Frank Høj                      | US Postal                           | 3.22.28  |
| 98  | Unai Etxebarria                | Euskaltel-Euskadi                   | 3.22.29  |
| 99  | Remco Van Der Ven              | TVM-Farm Frites                     | 3.23.26  |
| 100 | Mario Traversoni               | Saeco Macchine per Caffé-Cannondale | 3.23.42  |
| 101 | José Antonio Garrido           | Sport Lisboa Benfica                | 3.24.31  |
| 102 | Dirk Baldinger                 | Team Telekom                        | 3.24.33  |
| 103 | Giancarlo Raimondi             | Skabelon:Cykelholddata BRE          | 3.26.34  |
| 104 | Nieto Fernandez                | Fuenlabrada                         | 3.29.31  |
| 105 | Carlos Golbano                 | Costa Almeria-Amica Chips           | 3.32.38  |
| 106 | Koen Beeckman                  | Lotto-Mobistar                      | 3.38.27  |
| 107 | Cristian Salvato               | Team Polti                          | 3.40.00  |
| 108 | Stefano Casagranda             | Costa Almeria-Amica Chips           | 3.43.54  |
| 109 | Alessandro Pozzi               | Costa Almeria-Amica Chips           | 3.44.40  |
| 110 | Cesar Perez Padron             | Fuenlabrada                         | 3.45.32  |
| 111 | Marco Gili                     | Costa Almeria-Amica Chips           | 3.49.00  |
| 112 | Julian Dean                    | US Postal                           | 3.53.13  |
| 113 | Daniel Bayes                   | Sport Lisboa Benfica                | 3.56.28  |
| 114 | Jeroen Blijlevens              | TVM-Farm Frites                     | 4.06.40  |
| 115 | Igor Pugaci                    | Saeco Macchine per Caffé-Cannondale | 4.14.44  |